# LifeCard .22LR
LifeCard .22LR è una arma pieghevole a singola azione prodotta dall'azienda statunitense Trailblazer Firearms.
Camerata con munizioni calibro .22LR, presenta una canna in acciaio con altre parti realizzate in alluminio. Essa presenta e si caratterizza per le ridotte dimensioni e per l'apertura pieghevole della canna con l'impugnatura che, se chiusa si incastrano perfettamente tra di loro formando una sorta di "carta di credito", da cui prende poi il nome. Quando è chiusa, misura dimensionalmente 8,6 cm di lunghezza, 5,6 cm di altezza e 1,27 cm di larghezza. La società che l'ha prodotta, con sede nella Carolina del Nord, ha lavorato alla progettazione per 7 anni. Il vano per la ricarica è simile a una Beretta Bobcat con un vano basculante che serve per rimuovere la vecchia munizione e per inserirne la nuova. Il caricatore può contenere 5 colpi e il peso totale si attesta sui 198 grammi. 